# 로게르 폰타레
프레드 로게르 요한손(Fred Roger Johansson, 1951년 10월 17일 ~)는 스웨덴의 가수이며, 사미인 출신이다. 유로비전 송 콘테스트 1994, 2000에서 스웨덴 대표로 참가했다.